# Scattering Brillouin

Lo scattering di Brillouin è un processo di diffusione anelastica di radiazione elettromagnetica visibile. La diffusione anelastica della luce avviene a causa della modulazione della polarizzabilità da parte di modi vibrazionali macroscopici propri del sistema. Il processo può esser descritto come dovuto a creazione o distruzione di quanti di vibrazione acustici.
Tale effetto fu scoperto da Léon Brillouin.

## Fenomenologia
L'onda elettromagnetica incidente sul sistema in studio viene riflessa dai vari piani individuati dalla rarefazione e compressione del materiale stesso dovute alla propagazione di un'onda sonora nel sistema.